# Calze di seta (film)
Calze di seta (Silk Stockings) è un film muto del 1927 diretto da Wesley Ruggles. La sceneggiatura di Beatrice Van si basa su A Pair of Stockings, lavoro teatrale di Cyril Harcourt che aveva debuttato a Broadway il 20 ottobre 1914.

## Trama
Felicemente sposati, Sam e Molly Thornhill sono una coppia ancora molto innamorata ma, ciò nonostante, uno dei loro passatempi preferiti è quello di litigare. Alla vigilia dell'anniversario di matrimonio, Sam è costretto a fermarsi fuori orario in ufficio per discutere di lavoro con alcuni clienti. Pressato dalla fretta di rientrare a casa prima possibile, non si accorge che una signora gli ha fatto scivolare nella tasca dell'abito una calza di seta che, al suo rientro, viene immediatamente scoperta da Molly. Lei e George Bagnall, un amico di famiglia, vengono a sapere che in un altro caso simile, la cosa era finita con un divorzio. Il giudice Moore, loro comune amico, pensa bene di impartire una lezione ai due litigiosi coniugi e suggerisce a Molly di divorziare. Lei, anche se malvolentieri, acconsente a separarsi dal marito. Mentre i due si trovano al mare, in visita da amici, la giovane moglie non riesce a nascondere la propria infelicità. Moore, allora, le dice che l'istanza di divorzio sarebbe immediatamente ricusata se lei e il marito fossero trovati insieme in una situazione imbarazzante. Lei, allora, si precipita in quella che crede essere la camera del marito, ma si trova invece davanti a George e alla sua fidanzata. In ogni caso, la situazione si risolve con l'arrivo di Sam che prenderà tra le braccia l'adorata moglie, offrendole così la scusa per ritornare sui suoi passi.

## Produzione
Il film, prodotto dalla Universal Jewel, la branca dell'Universal Pictures dedicata alle pellicole di maggior pregio della casa di produzione, venne girato negli Universal Studios, al 100 di Universal City Plaza, a Universal City.

## Distribuzione
Il copyright del film, richiesto dalla Universal Pictures Corp., fu registrato il 16 agosto 1927 con il numero LP24324.
Distribuito dalla Universal Pictures e presentato da Carl Laemmle, il film uscì nelle sale cinematografiche statunitensi il 2 ottobre 1927. Nel Regno Unito, fu distribuito il 20 febbraio 1928 dalla European Motion Picture Company. Sempre nel 1928, uscì anche n Danimarca (30 marzo, come Pas paa Silkestrømper), Finlandia  (13 maggio), Italia (in settembre, con il visto di censura 24441) e Spagna (a Madrid, il 24 dicembre, con il titolo Medias de seda).
Copia completa della pellicola si trova conservata negli archivi del George Eastman House a Rochester.